# بنية دقيقة

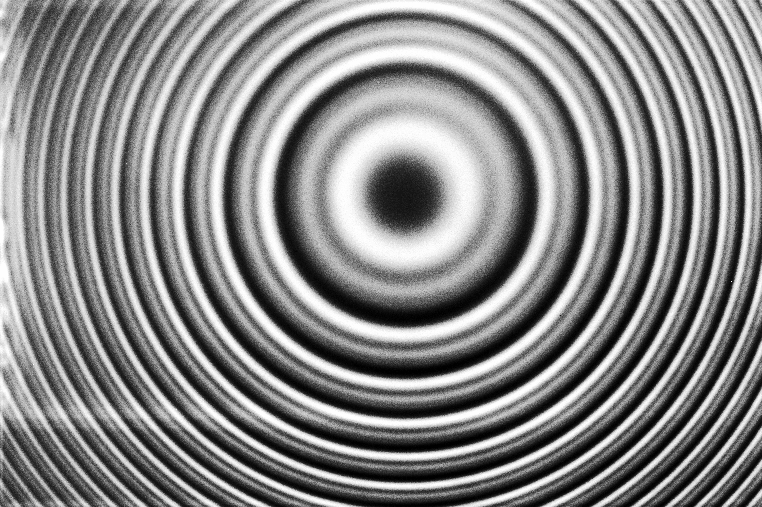
تداخل يبين الهيكل الدقيق

في الفيزياء الذرية، الهيكل الدقيق أو البنية الدقيقة للذرات، وهي تصف انقسام الخطوط الطيفية للذرات بسبب تعديلات من الدرجة الأولى على معادلات حركة الإلكترون في الذرة، ناشئة عن تأثير النظرية النسبية على حركة الإلكترون في الذرة وانتقالاته بين مستويات الطاقة فيها. حتى مطلع القرن العشرين لم تؤدِي دراسة حركة الإلكترون في الغلاف الذري بطرق الميكانيكا الكلاسيكية إلى حلول مرضية في تفسير خطوط طيف ذرة الهيدروجين. ثم ابتكرت في عام 1923 ميكانيكا الكم واستطاعت تفسير خطوط الطيف الناشئة عن انتقال إلكترون ذرة الهيدروجين بين مستويات الطاقة المختلفة لذرة الهيدروجين. ثم أخذت تأثيرات النظرية النسبية لاينشتاين في الاعتبار وطبقت على ميكانيكا الكم لوصف حالة الذرة، وعلى الأخص ذرة الهيدروجين - التي هي أبسط الذرات - وأتت بالنتائج الصحيحة. لهذا توصف بعض خصائص الذرات «بالبنية الدقيقة»(للذرات). ثم اكتشفت بعد ذلك ظاهرة انبعاث خط الهيدروجين 21-سنتيمتر في خطوط طيف الهيدروجين واتضح منها بأنه بسبب انتقال الإلكترون من حالة طاقة يكون فيها العزم المغزلي للإلكترون موازيا للعزم المغزلي للبروتون (نواة الذرة) إلى حالة تعاكسهما في الاتجاه؛ وسميت تلك الظاهرة بنية فائقة الدقة.

## مقدمة

انقسامات البنية الدقيقة لمستويات الطاقة في ذرة الهيدروجين (في الوسط)، وانقسامات البنية الفائقة الدقة (إلى اليمين) [مقياس رسم اختياري للتوضيح].

البنية الدقيقة Fine Structure تعني انفطار خطوط الطيف للعناصر إلى عدة خطوط قريبة من بعضها البعض. ويعني هذا الانفطار أو الانقسام أنه توجد في الذرة المعنية مستويات طاقة قريبة من بعضها البعض، حيث كل انتقال للإلكترون بين مستويين للطاقة من عالي إلى أقل يكون مصحوبا بانبعاث شعاع ضوئي (فوتون)، وتكون طاقة الفوتون هي الفرق بين مستويي الطاقة.
ويبلغ هذا الانقسام لخطوط الطيف أصغر كثيرا عن المسافات بين مستويات الطاقة الأخرى، ذلك لأنها تعتمد على قيمة {\displaystyle (Z\alpha )^{2}} للذرة، حيث {\displaystyle Z} هي العدد الذري و α ثابت البنية الدقيقة. فمثلا يبلغ التغير في أطوال موجات الخطوط
Hα و Hβ و Hγ لسلسلة بالمر للهيدروجين 0,14 انجستروم و 0,08  Å و 0,07 Å على التوالي (بالمقارنة: بطول موجة الخط Hα الذي يبلغ 6562,8 Å مثلا ). هذا يفسر أيضا الاكتشاف المتأخر نسبيا لتأثير «البنية الدقيقة» الذي اكتشفه ويليس لامب، وحاز بسبب هذا الاكتشاف على جائزة نوبل في الفيزياء في عام 1955.

## تصحيح الطاقة الحركية النسبية
طبقا للميكانيكا الكلاسيكية، فإن طاقة الحركة للإلكترون الذي يدور حول نواة الذرة، يعبر عنها في ميكانيك هاملتوني كالآتي:
{\displaystyle T={\frac {p^{2}}{2m}}.}
حيث:
p زخم الحركة للإلكترون
m كتلة الإلكترون
هذا ينطبق في حالة جسم أو جسيم يتحرك بسرعة معتادة، أما حركة الأجسام بسرعات عالية جدا قريبة من سرعة الضوء فلا تصلح الميكانيكا الكلاسيكية، ولا بد من استخدام معادلات النظرية النسبية الخاصة، تراعي سرعات للأجسام قريبة من سرعة الضوء. تعطي النظرية النسبية لطاقة حركة جسيم سريع، تقترب سرعته من سرعة الضوء طاقة الحركة:
{\displaystyle T={\sqrt {p^{2}c^{2}+m^{2}c^{4}}}-mc^{2},}
T الطاقة الكلية النسبية للإلكترون. توسيع هذا في سلسلة تايلور، نجد:
{\displaystyle T={\frac {p^{2}}{2m}}-{\frac {p^{4}}{8m^{3}c^{2}}}+\cdots .}
السرعة هنا تكون قريبة من سرعة الضوء c، وتأثيرها كما نرى هو ادخال كمية على الطاقة الكلية مقداره:
{\displaystyle H_{\mathrm {kinetic} }=-{\frac {p^{4}}{8m^{3}c^{2}}}.}
واتضح من تجارب التحليل الطيفي للهيدروجين وللعناصر الأخرى أن هذا وحده لا يكفي لتفسير انقسام خطوط الطيف، وبالتعمق في البحث تبين أن هناك ثلاثة تأثيرات تؤدي إلى انقسام خطوط الطيف. تلك التأثيرات تتلخص في التعديلات التالية:

## تعديلات في البنية الدقيقة
لما كانت الميكانيكا الكلاسيكية لا تستطيع تفسير عدم سقوط الإلكترون من مداره على النواة في الذرة (بسبب تضاد شحنتيهما) فاضطر الفزيائيون وفي مقدمتهم نيلز بوهر ابتكار ميكانيكا الكم التي تستطيع ذلك. وفي الأعوام 1923 - 1930 قام العلماء بتطوير معادلة شرودنجر المبنية على نظرية الكم، وحاولوا بها حل مسألة الإلكترون الذي يدور في مدار حول أبسط الذرات وهي ذرة الهيدروجين، بغية تفسير ما تصدره تلك الذرة من خطوط طيف. أتت الحلول المبدئية لمعادلة شرودنجر بالسلسلة السليمة لخطوط طيف الهيدروجين، فهي تمثل فوتونات لكل منها طول موجة معينة، مقاديرها هي فروق بين مستويين معينين للإلكترون في الذرة، وتنتجها الذرة عند انتقال الإلكترون من أحد المستويات عالية الطاقة إلى مستوى آخر أقل في الطاقة.
لتفسير انشقاق خطوط الطيف أدخل العلماء بعض التعديلات على معادلة شرودنجر الأصلية بغية التوصل إلى الحلول السليمة التي تتطابق مع الواقع العملي.
التعديلات التي توصل إليها العلماء على طاقة الإلكترون في ذرة الهيدروجين، ولا تحتويها معادلة شرودنجر الغير نسبية، هي بحسب مؤثراتها:
- تصحيح الناتج عن التأثير النسبي (طبقا للنظرية النسبية الخاصة بسبب سرعة الإلكترون العالية )،
- {\displaystyle W_{\mathrm {M} }=-{\frac {{\vec {p}}^{\;4}}{8m_{\mathrm {e} }^{3}c^{2}}}}

- تعديل ناشئ من ارتباط العزم المداري بالعزم المغزلي للإلكترون، (ترابط مغزلي مداري)،
- {\displaystyle W_{\mathrm {SB} }={\frac {1}{2m_{\mathrm {e} }^{2}c^{2}}}{\vec {S}}\cdot {\vec {L}}\,{\frac {1}{r}}{\frac {\mathrm {d} V}{\mathrm {d} r}}}

- تعبير داروين وهو تعديل يأخذ طاقة الوضع للإلكترون في الذرة في الحسبان.
- {\displaystyle W_{\mathrm {D} }={\frac {\hbar ^{2}}{8m_{\mathrm {e} }^{2}c^{2}}}\Delta V}

وطبقا لذلك فإن انزياح مستويات طاقة الإلكترون في الذرة - وهو ما يسمى «البنية الدقيقة» - فيبلغ قدره:
{\displaystyle \Delta E=E_{\mathrm {M} }+E_{\mathrm {SB} }+E_{\mathrm {D} }.}
فيما بعد اتضح أن هناك تأثير رابع لم يؤخذ في الحسبان يعمل على انقسامات صغيرة جدا في خطوط الأطياف (تبلغ انقسامات خطوط الطيف طبقا للبنية فائقة الدقة نحو 2000 أصغر من تلك الناتجة عن البنية الدقيقة )، وسميت انقسامات: البنية فائقة الدقة. وهي لا تنشأ من تأثير النظرية النسبية، وإنما من تآثر بين العزم المغزلي للإلكترون electron spin و العزم المغزلي للنواة. لم تحل تلك المسألة إلا في عام 1955.

## تعديل داروين
يتعلق تعديل داروين بإضافة شطر إلى معادلة شرودنجر يراعي طاقة الوضع للإلكترون إلى جانب طاقة الحركة في الذرة، ونتيجته هي:
{\displaystyle E_{\mathrm {Darwin} }={\frac {\hbar ^{2}}{8m_{e}^{2}c^{2}}}\,4\pi \left({\frac {Ze^{2}}{4\pi \epsilon _{0}}}\right)\delta ^{3}\left({\vec {r}}\right)}
{\displaystyle E_{\mathrm {Darwin} }={\frac {\hbar ^{2}}{8m_{e}^{2}c^{2}}}\,4\pi \left({\frac {Ze^{2}}{4\pi \epsilon _{0}}}\right)|\psi (0)^{2}|}
{\displaystyle \psi (0)=0{\text{ for }}l>0}
{\displaystyle \psi (0)={\frac {1}{\sqrt {4\pi }}}\,2\left({\frac {Z}{na_{0}}}\right)^{\frac {3}{2}}{\text{ for }}l=0}
{\displaystyle E_{\mathrm {Darwin} }={\frac {2n}{m_{e}c^{2}}}\,E_{n}^{2}}
بناء على ذلك فإن شطر داروين يؤثر على المدار s. فهو يعطي مثلا نفس الطاقة للمدار 2s مثل طاقة المدار 2p، حيث يرفع طاقة المدار 2s بمقدار 9.057×10−5 eV.

## النتيجة النهائية
النتيجة النهائية التي تأخذ الثلاثة تعديلات في الاعتبار (تعديل النسبية، وتعديل ترابط العزم المغزلي بالعزم المداري، وتعديل داروين الخاص بالجهد الفعلي للنواة المؤثر على الإلكترون) تعطيها المعادلة التالية:

{\displaystyle \Delta E=-{\frac {m_{e}c^{2}(Z\alpha )^{4}}{2n^{3}}}\left({\frac {1}{j+1/2}}-{\frac {3}{4n}}\right)\,,}
حيث
{\displaystyle j} العزم الزاوي الكلي ({\displaystyle j=1/2} إذا كانت {\displaystyle l=0} و {\displaystyle j=l\pm 1/2} في الحالات الأخرى). ومما يستحق الذكر أن تلك المعادلة صاغها من قبل العالم الألماني أرنولد سومرفيلد باستخدامه نظرية بور القديمة، قبل تطوير ميكانيكا الكم التي طورت بعد ذلك.
و α ثابت البنية الدقيقة

## ذرة الهيدروجين
أمكن أدخال تعديلات على المعادلة التي تصف حركة الإلكترون في ذرة الهيدروجين بغرض أن تتوصل الحسابات إلى النتائج المقاسة عمليا. تلك التعديلات تختص بتأثير النظرية النسبية على حركة الإلكترون، و الترابط المغزلي المداري و التعديل الذي أدخله داروين لتصحيح مستويات الطاقة في الذرة. بالنسبة لذرة الهيدروجين وهي أبسط الذرات حيث تتكون من نواة فيها بروتون ثقيل ويدور حولها إلكترون واحد:

{\displaystyle \Delta E_{\mathrm {FS} }=E_{\mathrm {n} }\left[{\frac {Z^{2}\alpha ^{2}}{n}}\left({\frac {1}{j+{\frac {1}{2}}}}-{\frac {3}{4n}}\right)\right]}
حيث:
- طاقة مستويات الطاقة في ذرة الهيدروجين من دون أخذ البنية الدقيقة في الاعتبار {\displaystyle E_{\mathrm {n} }=E_{R}{\frac {Z^{2}}{n^{2}}}}
  - طاقة رايدبرج {\displaystyle E_{R}\approx 13{,}6\,{\text{eV}}}
  - العدد الذري {\displaystyle Z}
  - عدد الكم الرئيسي {\displaystyle n}
- ثابت البنية الدقيقة {\displaystyle \alpha }
- العزم المداري الكلي {\displaystyle j}.

تتسبب تلك المعادلة في خفض طفيف للطاقة لكل عدد ممكن ل {\displaystyle n} و {\displaystyle j}. وهي تنطبق مع معادلة سومرفيلد التي تشمل البنية الدقيقة، وهي التي كان سومرفيلد قد اكتشفها من قبل اكتشاف أن الإلكترون له عزم مغزلي وقبل ابتكار معادلة ديراك.

## اقرأ أيضا
- ثابت البنية الدقيقة
- بنية فائقة الدقة
- ذرة الهيدروجين
- ميكانيكا الكم
- معادلة شرودنغر
- نموذج بور
- خطوط طيف الهيدروجين
- ترابط مغزلي مداري
- تأثير زيمان